# Meg!
 Der er for få eller ingen kildehenvisninger i denne artikel, hvilket er et problem. Du kan hjælpe ved at angive troværdige kilder til de påstande, som fremføres i artiklen.

Meg! er en tegneserie fra 1997, tegnet af Greg Curfman og distribueret af United Features Syndicate. Hovedpersonerne er Meg, en almindelig fodboldelskende skolepige, hendes lillebror Mike (offer for Megs narrestreger), deres forældre, og Megs veninde Ashley. Greg Curfman har baseret meget af serien på ham selv og hans familie.

## Personer

### Meg
Hovedpersonen. Meg er en pige, som elsker fodbold og at konkurrere,
Meg elsker at genere sin lillebror Mike.
- Skole: Acorn Elementary
- Interesser: Fodbold (hvilket er hendes største interesse), at tegne og stå på skateboard
- Tøj: Mest fremtrædende er hendes overalls
- Yndlingskendte: Pelé, en international fodboldspiller
- Mål i livet: At vinde World Cup MVP og blive valgt ind i det Hvide Hus samme år.

### Ashley
Ashley er Megs bedste veninde. Hun prøver på at komme ind i en eksklusiv Barbie- og modeklub.
- Skole: Acorn Elementary
- Interesser: Drenge, bøger og barbie.
- Yndlingskendte: Any, et medlem af den royale familie.
- Mål i livet:  At blive den stolte ejer af det første kaffehus og modebutik. Overvejer at gifte sig til penge.

### Mike
Mike er Megs lillebror.
- Skole: Acorn Elementary
- Interesser: Fysik, Risk (spillet), PBS og Kemi.
- Yndlingskendte: Jonas Salk
- Mål i livet: At vinde nobelprisen i kemi. Han vil derudover gøre alt for bare én gang at vinde over Meg i gemmeleg.

### Mor
Meg og Mikes mor.

### Far
Meg og Mikes far.
Tager ofte gas på Meg.
Har engang lejet en snekanon for at sne Meg inde på skolen.

### Van Gogh
Megs hund, som har et glasøje og kun ét øre.